# A Mother's Confession
A Mother's Confession er en amerikansk stumfilm fra 1915 af Ivan Abramson.

## Medvirkende
- Christine Mayo som Lola Patterson.
- Otto Kruger som Harold Patterson
- Margaret Adair som Muriel Warren
- Austin Webb.
- Carrie Reynolds.